# Careproctus opisthotremus
Careproctus opisthotremus és una espècie de peix marí pertanyent a la família dels lipàrids.
És un peix batidemersal que viu entre 49 i 2.562 m de fondària. Es troba al mar de Bering. És inofensiu per als humans.